# Ole Myrvoll
Ole Myrvoll (* 18. Mai 1911 in Kragerø, Fylke Telemark; † 16. Juli 1988) war ein norwegischer Wirtschaftswissenschaftler, Hochschullehrer und Politiker der sozialliberalen Venstre (V) und später von Det Nye Folkepartiet (DNF), der 1963 Minister für Löhne und Preise in der Regierung von Ministerpräsident John Lyng sowie zwischen 1965 und 1971 Finanzminister in der Regierung von Ministerpräsident Per Borten war. 
Des Weiteren war er von 1972 bis 1973 Bürgermeister von Bergen. Bei der Wahl vom 10. Juli 1973 wurde er als erster Vertreter der DNF zum Mitglied des Storting gewählt und blieb auch einziger gewählter Parlamentarier dieser 1988 aufgelösten Partei, nachdem er sein Abgeordnetenmandat bei der Wahl am 12. September 1977 wieder verloren hatte.

## Leben

### Studium und Hochschullehrer
Myrvoll, Sohn des Schuhmachermeisters Kristian Kristian Jensen und dessen Ehefrau Marie Thorsen, begann nach dem Schulbesuch und dem Abschluss des Handelsgymnasiums 1931 ein Studium der Wirtschaftswissenschaften, das er 1935 als candidatus oeconomices (Cand. oecon.) abschloss. Daneben wurde er 1931 Assistent bei der Norges Bank, der Zentralbank Norwegens, und absolvierte nach dem Abschluss der Bankschule 1936 auch ein postgraduales Studium an der University of Virginia, welches er 1936 mit einem Master of Arts (M. A.) beendete. 1939 nahm er eine Tätigkeit als Sekretär bei der staatlichen Rundfunkgesellschaft NRK (Norsk rikskringkasting) auf, wechselte aber 1940 als Bevollmächtigter zur norwegischen Clearingstelle, ehe er 1942 als Stipendiat an der 1936 gegründeten Norwegischen Handelshochschule (Norges Handelshøyskole) erhielt.
Nachdem er zwischen 1947 und 1957 eine Vertretungsprofessur innehatte und 1957 seine Promotion zum Doctor oeconomiae (Dr. oecon.) mit einer Dissertation mit dem Titel Studier i arbeidslønnsteorien abgeschlossen hatte, übernahm Myrvoll 1957 die Professur am Lehrstuhl für Wirtschaftstheorie an der Norwegischen Handelshochschule. Daneben war er zwischen 1958 und 1959 Gastprofessor an der Colgate University in New York sowie 1962 am Bowdoin College in Maine.

### Kommunalpolitiker und Minister
Neben seiner Lehr- und Forschungstätigkeit begann er nach dem Zweiten Weltkrieg auch seine politische Laufbahn in der Kommunalpolitik und war zwischen 1947 und 1955 erstmals Mitglied des Stadtpräsidiums von Bergen. Zugleich fungierte er zwischen 1949 und 1957 als Vorsitzender des Arbeitsausschusses des Fylke Hordaland, dessen Vize-Vorsitzender er anschließend von 1958 bis 1965 war.
Am 28. August 1963 wurde Myrvoll von Ministerpräsident John Lyng als Minister für Löhne und Preise (Lønns- og Prisminister) in dessen Regierung berufen, der er bis zum Ende von Lyngs Amtszeit nur vier Wochen später am 25. September 1963 angehörte.
Bei der Wahl vom 13. September 1965 wurde Myrvoll als Kandidat der linksliberalen Venstre für Bergen zum Vize-Mitglied des Storting gewählt und bekleidete diese Funktion bis zur Wahl am 10. Juli 1973, wobei er seit dem 9. Dezember 1972 der neugegründeten, ebenfalls linksliberalen Det Nye Folkepartiet angehörte.
Myrvoll wurde am 12. Oktober 1965 von Ministerpräsident Per Borten zum Finanzminister (Finansminister) in dessen Regierung ernannt. Dieses Ministeramt bekleidete er bis zum Ende von Bortens Amtszeit am 17. März 1971. 

### Bürgermeister von Bergen und Storting-Mitglied
Nach seinem Ausscheiden aus der Regierung widmete sich Myrvoll wieder seiner Lehrtätigkeit an der Norwegischen Handelshochschule und war daneben zwischen 1971 und 1974 Vorsitzender des Planungsausschusses der Sparkasse sowie zugleich von 1971 bis 1977 Vorsitzender des Finanzpolitischen Ausschusses.
1972 wurde Myrvoll als Nachfolger von Ragnar Juell Morken Bürgermeister von Bergen und bekleidete dieses Amt ein Jahr lang bis zu seiner Ablösung durch den bisherigen Vize-Bürgermeister Eilert Eilertsen von der konservativen Høyre 1973.
Als erster Vertreter der DNF wurde er bei der Wahl vom 10. Juli 1973 zum Mitglied des Storting gewählt und vertrat die Interessen des Fylke Hordaland. Myrvoll blieb auch einziger Parlamentarier dieser 1988 aufgelösten Partei, nachdem er sein Abgeordnetenmandat bei der Wahl am 12. September 1977 wieder verloren hatte. Er war damit auch Parlamentarischer Führer der DNF im Storting, da der damalige Parteivorsitzende Magne Lerheim, der ebenfalls von der Venstre kam, kein Mitglied des Storting war.
Daneben war er zwischen 1974 und 1975 abermals Mitglied des Stadtpräsidiums von Bergen sowie von 1974 bis 1982 Vize-Vorstandsvorsitzender des staatlichen Mineralölunternehmens Statoil (Den Norske Stats Oljeselskap A/S). Weiterhin fungierte er zwischen 1975 und 1979 als Vize-Vorstandsvorsitzender des Norwegischen Fischereiforschungsrates NFFR (Norges Fiskeriforskningsråd), dessen Vorstand er bereits seit 1972 als Mitglied angehört hatte, sowie von 1977 bis 1983 als Vorsitzender des Direktorats für Entwicklungshilfe NORAD (Norwegian Agency for Development Cooperation). Zuletzt wurde er 1984 auch Vorsitzender des Prüfungsausschusses der Bankakademie, die 1994 Teil der heutigen BI Norwegian Business School wurde.

## Veröffentlichungen
- Forskyvninger av prisstrukturen i Norge, Bergen 1952
- Studier i arbeidslønnsteorien, Dissertation, Bergen 1956

## Hintergrundliteratur
- Petter Jakob Bjerve: Økonomi og politikk, Oslo 1971